# Штефан Бекенбауер
Штефан Бекенбауер (нім. Stephan Beckenbauer, 1 грудня 1968, Мюнхен — 31 липня 2015, Мюнхен) — німецький футболіст, що грав на позиції захисника. По завершенні ігрової кар'єри — тренер.

## Ігрова кар'єра
Народився 1 грудня 1968 року в місті Мюнхен. Вихованець футбольної школи клубу «Баварія». З 1986 року виступав за резервну команду «Баварія II», в якій провів два сезони.
Своєю грою за цю команду привернув увагу представників тренерського штабу клубу «Мюнхен 1860», до складу якого приєднався 1988 року. Відіграв за клуб з Мюнхена наступні два сезони своєї ігрової кар'єри.
Згодом у 1990—1991 роках грав у складі «Кікерса» (Оффенбах), після чого відправився за кордон і сезон 1991/92 провів у швейцарському «Гренхені».
Влітку 1992 року перейшов до новачка Бундесліги «Саарбрюкен», де дебютував у вищому дивізіоні 14 серпня 1992 року, вийшовши на заміну на 79-й хвилині грі проти «Баєра 04» (1:1). Всього за сезон йому вдалося зіграти 12 матчів у першій Бундеслізі, який за підсумками сезони вилетів у другу лігу, де провів ще один рік.
У 1994 році Бекенбауер повернувся в резервну команду «Баварії», за яку протягом наступних трьох років провів 22 гри. Через травму коліна йому довелося завершити активну футбольну кар'єру 1997 року у віці 29 років.

## Кар'єра тренера
По завершенні кар'єри гравця залишився у «Баварії» і працював тренером молодіжної команди клубу «Баварія». У 2001 і 2007 року він з командою вигравав юнацький чемпіонат Німеччини. Тренував Томаса Мюллера, Бастіана Швайнштайгера, Тоні Крооса та Матса Гуммельса, коли ті ще були дітьми.
У першій половині сезону 2007/08 був помічником тренера другої команди Германна Герланда, але через півроку повернувся в молодіжну команду. У сезоні 2012/13 колишній тренер «Фрайбурга» Маркус Зорг змінив його і відтоді Беккенбауер працював тренером юніорської команди U12/U13 і займався розшуком талантів.

## Особисте життя
Батько Штефана, Франц, також був футболістом. Він грав за «Баварію» та національну збірну Західної Німеччини, а пізніше був тренером обох цих команд, вигравши чемпіонат світу як гравець (1974) і як тренер (1990). Його син Лука також став професійним футболістом, граючи за нижчолігові німецькі клуби.
Помер 31 липня 2015 року на 47-му році життя у місті Мюнхен після тривалої боротьби з пухлиною головного мозку. «Баварія» зіграла наступного дня в грі за Суперкубок Німеччини з траурною стрічкою на його честь, а 4 серпня відбулася хвилина мовчання під час стартової гри Audi Cup проти «Мілана».